# Dayna Smith
Dayna Smith (...) è una fotografa statunitense, vincitrice del World Press Photo of the Year 1998.
Fotografa del Washington Post dal 1985, fra i servizi di cui si è occupata Dayna Smith nel corso della sua carriera si possono citare le guerre civili in America centrale e l'offensiva vietnamita che mandò i Khmer rossi in esilio negli anni ottanta e la lotta per l'indipendenza dal Kosovo nel 1998.
Oltre al World Press Photo, la Smith ha vinto numerosi premi tra cui il primo posto del National Press Photographer's Association nel 1992 e nel 1997 ed il primo posto del White House Press Photographer's Association nel 1991.